# 雷武察
雷武察是斯洛伐克的城鎮，位於該國南部，由班斯卡-比斯特里察州負責管轄，面積38.87平方公里，海拔高度318米，2005年人口13,098，其中四成居民信奉羅馬天主教。

## 外部連結
- http://www.revuca.sk/ （页面存档备份，存于） （斯洛伐克文）